# 第一号海防艦
第一号海防艦（だいいちごうかいぼうかん）は、日本海軍の海防艦。第一号型海防艦（丙型海防艦）の1番艦。大東亜戦争末期、輸送船団を護衛中に撃沈された。

## 艦歴

### 計画-竣工-練成

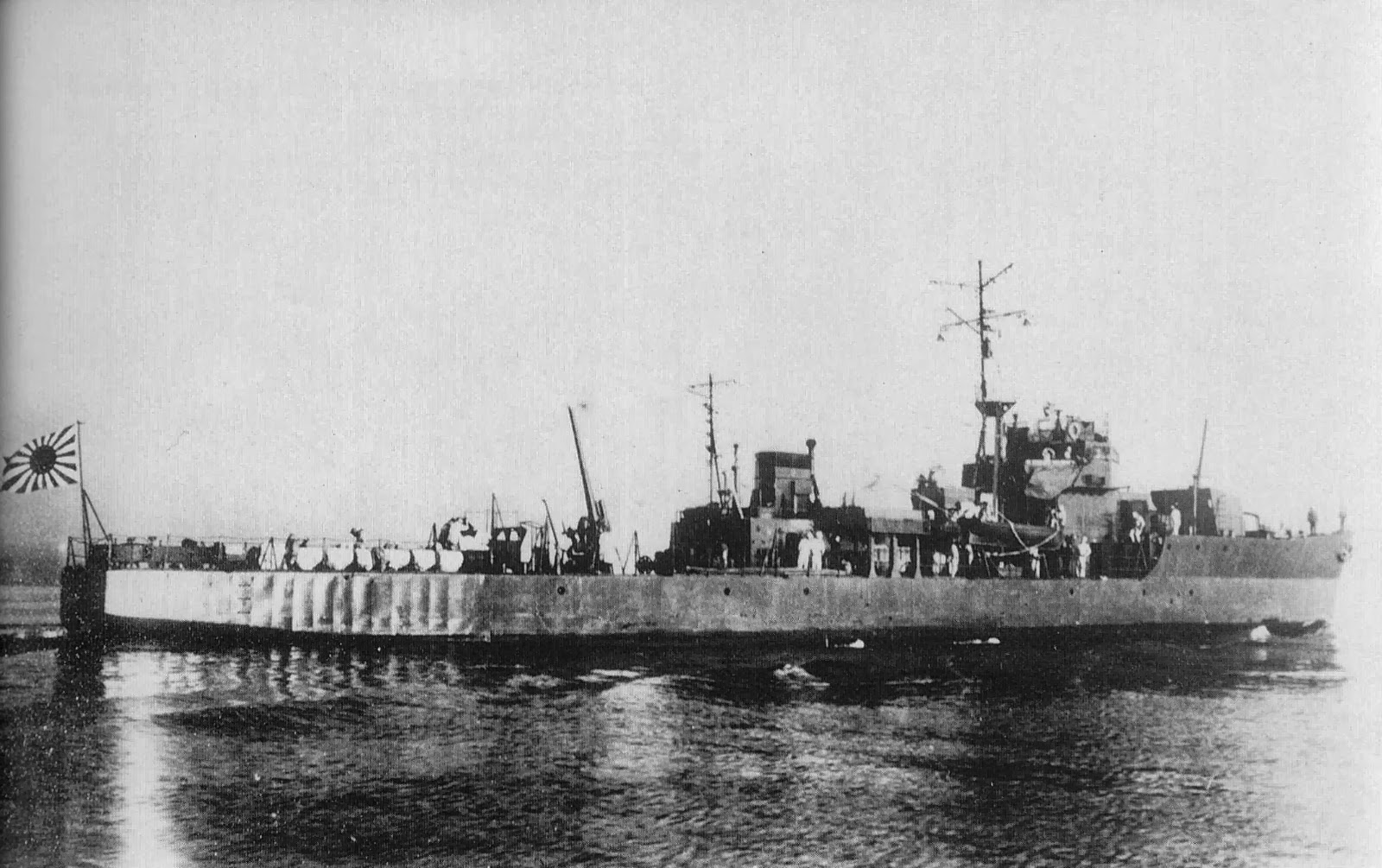
1944年3月1日、呉へ向け出港中の第一号海防艦

マル戦計画の海防艦丙、第2401号艦型の1番艦、仮称艦名第2401号艦として計画。1943年9月15日、三菱重工業神戸造船所で建造番号711番船として仮称艦名第2402号艦と同日に起工。12月22日、第一号海防艦と命名され、本籍を呉鎮守府と仮定し、第一号型海防艦の1番艦に定められる。29日、進水。本艦は国民からの建艦献金の一部を建造費に充てたため、非公式に「報國第一号海防艦」と称され、戦時下にもかかわらず進水が新聞で公表された他、進水式はニュース映画として各地の映画館で公開された。
1944年1月25日、艤装員事務所を神戸三菱造船所内に設置し事務開始。2月29日竣工し、艤装員事務所を撤去。同日付で本籍を呉鎮守府に、役務を呉鎮守府警備海防艦にそれぞれ定められ、呉防備戦隊に編入。基礎実力練成教育に従事。

### 1944年4月-8月 第一海上護衛隊
1944年4月2日、海上護衛総司令部第一海上護衛隊に編入。門司へ回航後、5日から鉱石輸送船6隻のテ03船団を高雄まで護衛。高雄到着後テ03船団はタサ17船団、テ82船団と合同して19日に高雄を出発し、途中まで同一航路で運航した。船団は21日に東沙島沖でそれぞれ分離し、テ03船団は本艦と特設砲艦崋山丸の護衛を受け、23日に海南島楡林に到着した。往航と同じ内容で復航のテ04船団を編成し、4月30日に門司へ向け楡林を出発したが、アメリカ潜水艦群による攻撃を受け輸送船6隻のうち5隻が沈没し、護衛の崋山丸も損傷した。残存艦船は5月6日までに基隆に退避した。
5月7日、ミ03船団を途中まで護衛し高雄に帰還。10日、テ05船団を護衛して高雄を発し14日楡林に到着したが、内地におけるボーキサイト集積量の見積もりに誤りがあったため、楡林での鉄鉱石の積み込みを中止し、復航テ06船団の発航も取りやめ、第8号海防艦らを新たに護衛として加え、ホ01船団としてシンガポールへ向かう事になった。楡林での鉄鉱石の積み込みはマニラに在泊中の陸軍徴傭船を充当することになった。19日、ホ01船団を護衛してシンガポールへ向け出港し、26日にシンガポールの港口に到達したところで今度はミシ02船団を出迎えるため単艦で反転し、29日になってシンガポールに入港した。
6月3日、復航のホ02船団を護衛しシンガポールを出港したが、6日に第15号海防艦が被雷沈没。その後マニラと基隆に寄港し、門司へ向け航行中の24日、野母崎沖南西20kmの地点でアメリカ潜水艦タングの攻撃を受け、輸送船4隻が撃沈された。26日、門司に到着し呉へ回航。27日から7月3日まで呉海軍工廠で整備と探信儀の設置工事を行う。
7月6日、モマ02船団（15隻）を護衛して門司発。13日、高雄着。14日、タマ21C船団（20隻）を護衛してマニラへ向け高雄発。19日、マニラ着。23日、マニラに寄港したミ08船団を護衛してマニラ発。27日、高雄着。28日、引き続きミ08船団を護衛して内地へ向け高雄発。
8月1日、ミ08船団は基隆で避泊。4日、基隆発。10日、古仁屋に寄港。11日、引き続きミ08船団を護衛して古仁屋発。14日、船団から分離して佐世保へ回航。14日から23日まで佐世保海軍工廠で入渠し、船体と機関の整備を行う。24日、ヒ73船団を迎えるため有川湾に回航。26日に同船団から分離して佐世保へ回航し、モタ25船団の編成を待つ。8月31日、モタ25船団（3隻）を護衛して高雄へ向け寺島水道発。

### 1944年9月-12月 第十一海防隊
1944年9月3日、モタ25船団護衛部隊3隻は高雄で編成中のタマ25船団の護衛に割り当てられることとなり、高雄行きを取りやめ基隆に回航されることとなった。本艦らはモタ25船団を基隆まで送り届け、4日高雄に入港。5日、第一海上護衛隊隷下に新編された第十一海防隊に編入、海防隊司令海防艦に指定され海防隊司令平野泰治中佐が乗艦した。同日、タマ25船団（11隻）を護衛して高雄発。6日船団がアメリカ潜水艦の攻撃により損害を出したため、東港に退避。8日、引き続きタマ25船団を護衛してマニラへ向け東港発。9日、船団が再び損害を出したため、10日ラボック湾に退避。11日ラボック湾を出港したが、ビサヤ諸島が12日にアメリカ艦上機の空襲を受けていたため、マニラ直行をとりやめて13日にスービック湾で仮泊。14日にはサンタクルスへ退避することとなった。17日、アメリカ艦上機によるビサヤ諸島に対する空襲が終わったためスービック湾へ向けサンタクルスを出港し、同日スービック湾に入港。18日に同湾を出港し、同日マニラに到着した。20日、マタ27A船団（6隻）を護衛して高雄へ向けマニラ発。21日、スービック湾沖でアメリカ艦上機の空襲を受け、対空戦闘を行う。この空襲で船団は全滅してしまい、本艦は機雷長職務執行以下戦死者4名を出し、僚艦の第5号海防艦も被爆して沈没した。同日、残された護衛艦艇はサンタクルスに退避。その後は22日サンフェルナンド、23日ラボック湾と避泊を繰り返し、26日高雄に入港した。29日、海老原海防艦長が喀血のため高雄で入院。同日、タモ26船団（9隻）を護衛して基隆へ回航。30日、基隆で臨時艦長を乗艦させ出港。
10月6日、門司着。7日から18日まで呉海軍工廠で入渠し、修理を行う。18日門司へ回航し、モマ06船団の編成を待つ。22日、モマ06船団（11隻）を護衛してマニラへ向け門司発。船団は2隻を失い1隻が離脱しながらも27日基隆に入港し、31日高雄着。
11月1日、引き続きモマ06船団を護衛してマニラへ向け高雄発。途中サブタン島とサンタクルスを経由し、9日マニラ着。12日、マタ32船団（3隻）を護衛して高雄へ向けマニラ発。14日、アメリカ潜水艦群の攻撃を受けて第7号海防艦、鞍埼、海軍配当船第五雲海丸が相次いで撃沈され、残りの艦船は17日に高雄に入港した。11月20日、第130号海防艦（サンジャック在泊中）と第134号海防艦（泗礁山在泊中）が第十一海防隊に編入される。23日、タマ32A船団を護衛してマニラへ向け高雄発。途中枋寮、ムサ、ラボック湾、サンフェルナンドで避泊を繰り返し、30日マニラ着。
12月9日、4隻を護衛して高雄発。10日、第一海上護衛隊は第一護衛艦隊に改編。11日、マニラ着。以後、12月中の行動は不明。

### 1945年1月-沈没

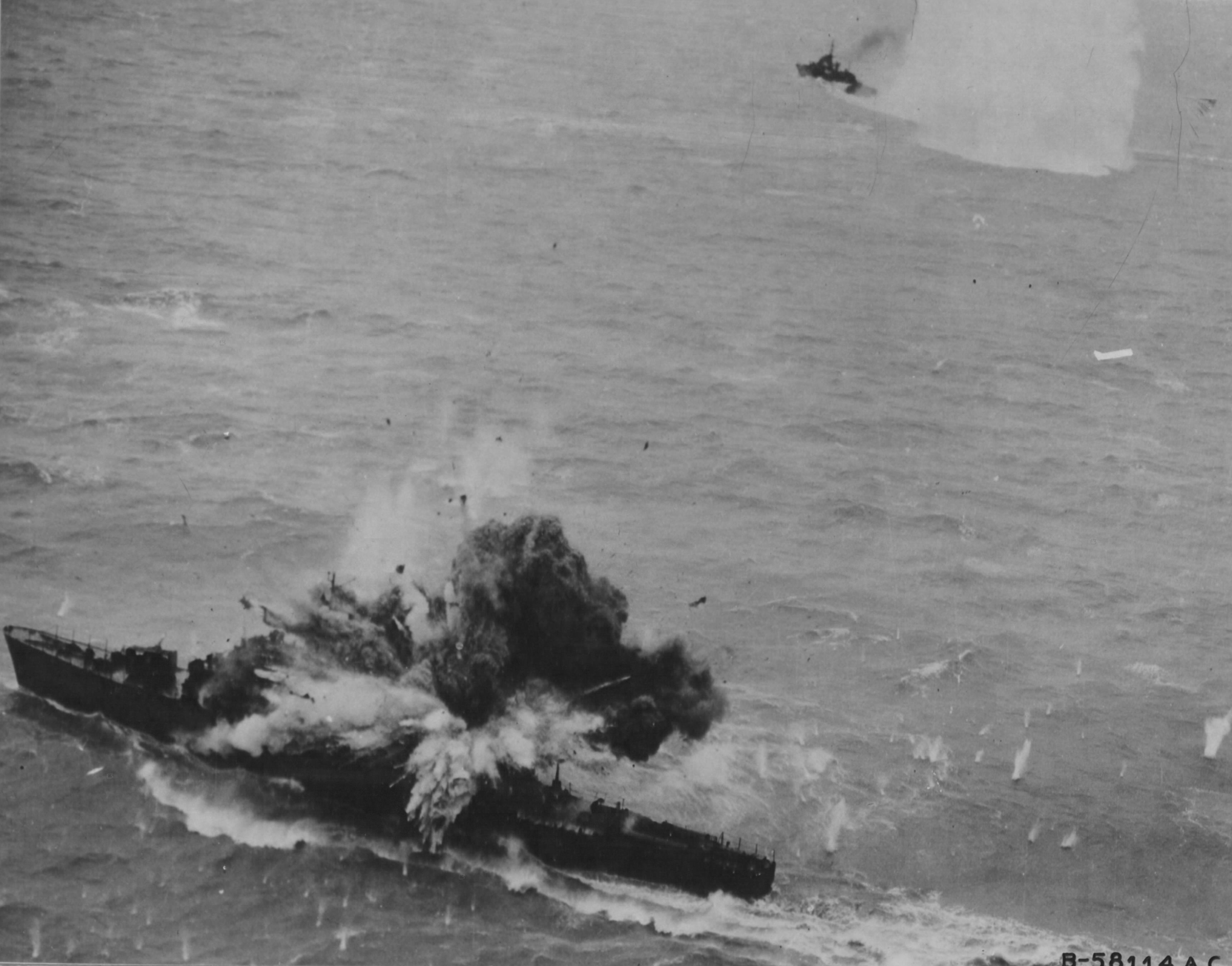
1945年4月6日、爆弾が命中した瞬間の第一号海防艦

1945年1月1日、サマ14船団を護衛し高雄着。3日、西方への退避を命じられ船団は高雄を出港。4日、南澳島に退避。5日、第3号海防艦を除く第十一海防隊は香港へ回航。7日、香港着。8日、ホタ02船団（2隻）を護衛して高雄へ向け香港発。航行中に行き先を馬公に変更し、11日馬公着。13日高雄へ回航し、14日タモ37船団（7隻）を護衛して内地へ向け高雄発。途中七口洋と泗礁山を経由して、23日六連着。なお、六連へ向け航行中の20日、第36号海防艦（黒井湾在泊中）が第十一海防隊に編入する。本艦は24日から2月4日まで、呉海軍工廠で入渠し修理と整備を行う。
2月4日出渠後門司へ回航し、7日からヒ79船団を護衛、20日シンガポール着。26日から27日まで第130号海防艦とともにヒ94船団に同行、27日からヒ98船団（良榮丸、ぱれんばん丸）に合流するためサンジャックへ向かう。
3月3日0730時、サンジャックに到着して船団に合流し、同0930時には出港した。翌4日にぱれんばん丸が撃沈されたため、船団は一時ツーランに避泊。第69号海防艦と第134号海防艦の来援を待ち、5日にツーランを出発するが、その日のうちに良榮丸が撃沈された。本艦は他艦と分離し楡林-香港間を往復しつつ待機。25日、ヒ88J船団に合流するため楡林を出発し、27日夜にナトランで同船団に合流した。28日朝、船団はナトランを出発したが、その日のうちに空襲と潜水艦により阿蘇川丸と鳳南丸を撃沈され、29日には第84号海防艦と海興丸も撃沈された。30日、三亜に到着したがここでも空襲をうけたため、翌日に引き払い香港に回航。
4月4日1700時、天津風らとホモ03船団（第二東海丸、甲子丸）を護衛し香港を出発したが、翌5日にはアメリカ陸軍機の空襲により2隻の輸送船を撃沈された。6日からは残された護衛艦にも攻撃が始まり、厦門南方洋上で本艦と第134号海防艦が相次いで撃沈された。この攻撃で乗員175名中、海防艦長の有馬國夫少佐以下乗員155名戦死。両艦に対しては横転、沈没後も繰り返し機銃掃射が加えられて
死傷者が続出し、生存者20名が救助されたものの、5月2日に別府海軍病院に収容された1名が、5月25日までに香港海軍病舎に収容された19名全員が沈没時の負傷により死亡し、総員戦死しているためその最後は定かではない。また、当艦に対する米軍機の攻撃時の写真が比較的残されており、機銃掃射時に撮影された転覆時艦に兵士がしがみ付いている写真等が残っている。
5月25日、第一号海防艦は第十一海防隊と第一号型海防艦から削除され、帝国海防艦籍から除かれた。
時が流れた2012年、厦門沖から艦の残骸が発見され、中国の政府当局はサルベージを禁ずるとともに無断で引き上げられた30トンあまりの残骸を差し押さえ、文化財として保護している。遺留物の砲弾薬莢や名札の人名などから、残骸は第一号海防艦ではないかと言われている。

## 海防艦長
艤装員長
1. 海老原義一郎 少佐：1944年1月30日 - 1944年2月29日

海防艦長
1. 海老原義一郎 少佐：1944年2月29日 - 1944年9月30日
2. （臨時）本荘卓爾 大尉：1944年9月30日 - 1944年10月5日 （本職：第一海上護衛隊司令部附）
3. 有馬國夫 少佐：1944年10月5日 - 1945年4月6日 戦死、同日付任海軍中佐